# Heima
Heima (“a casa” en islandès) és una pel·lícula documental i DVD doble realitzada en el transcurs de la seva gira per Islàndia de la banda Sigur Rós l'estiu de 2006. Durant la gira la banda va tocar dos gran concerts a l'aire lliure a Miklatún - Reykjavík (30 de juliol) i Ásbyrgi (4 d'agost), així com petits concerts a Ólafsvík (24 de juliol), Ísafjörður (26 de juliol), Djúpavík (27 de juliol), Háls, Öxnadalur (28 de juliol) i Seyðisfjörður (3 d'agost). A més a més, un concert de protesta contra el projecte de la Presa Kárahnjúkar es va fer a Snæfellsskála (3 d'agost). El documental també inclou seqüències d'un concert acústic tocat per a família i amics a Gamla Borg, una botiga de cafè a la ciutat petita de Borg, el 22 d'abril de 2007.

## Argument
Després d'una gira mundial esgotadora, el grup va considerar una "tornada a les fonts" i va decidir oferir gratuïtament una sèrie de concerts a la població islandesa en penyora d'"agraïment" ("giving back" van ser les seves paraules).
La pel·lícula descriu el seu recorregut en aquesta gira de 15 concerts al voltant del seu país natal, alternant escenes conseqüents i actuacions en plena naturalesa (amb públic o sense). El grup va ser acompanyat del director Dean Deblois i del seu equip.
El muntatge, ja calmat, ja més agressiu, viatja entre les actuacions, els paisatges islandesos i les entrevistes/anècdotes dels membres del grup.

## Producció
El documental es va estrenar a Islàndia al Festival Internacional de Cinema de Reykjavík el 27 de setembre de 2007. Heima  es va estrenar el 5 de novembre de 2007 (4 de desembre a Amèrica del Nord) en dues edicions, una incloent-hi fotos aèries en un ‘photobook’ que documenta la gira. El DVD ha venut 5.000 còpies al Canadà guanyant un Premi d'Or de l'Associació de Certifications de video. El 27 de maig de 2011 la banda treia una versió de qualitat en HD d'Heima al seu lloc web, disponible en fromat Quicktime.

## Track-list
DVD 1 - Heima
1. Glósóli
2. Sé lest
3. Ágætis byrjun
4. Heysátan
5. Olsen olsen
6. Von
7. Gítardjamm
8. Vaka
9. Té Ferd til breidafjardar 1922 (amb Steindór Andersen)
10. Starálfur
11. Hoppípolla
12. Popplagið
13. Samskeyti

Més: comentari àudio del productor John Best
Duració total: 97 minuts
Dvd2 - Extres
Prestacions completes de les cançons de la pel·lícula + algunes primes track
1. Glósóli
2. Sé lest
3. Heysátan
4. Ágætis byrjun
5. Gítardjamm
6. Dauðalagið
7. Vaka (Snæfell)
8. Vaka (Álafoss)
9. Starálfur
10. Heima
11. Rimur
12. Popplagið
13. Hoppípolla
14. Olsen olsen
15. Samskeyti
16. Von